# Colonia Morelos, Oaxaca
Colonia Morelos är en ort i Mexiko.   Den ligger i kommunen San Juan Lalana och delstaten Oaxaca, i den sydöstra delen av landet, 400 km sydost om huvudstaden Mexico City. Colonia Morelos ligger 86 meter över havet och antalet invånare är 411.
Terrängen runt Colonia Morelos är kuperad åt sydväst, men åt nordost är den platt. Runt Colonia Morelos är det ganska glesbefolkat, med 23 invånare per kvadratkilometer. Närmaste större samhälle är San José Río Manzo, 10,0 km nordväst om Colonia Morelos. Omgivningarna runt Colonia Morelos är en mosaik av jordbruksmark och naturlig växtlighet.